# Linia kolejowa 94 Miskolc – Tornanádaska
Linia kolejowa Miskolc – Tornanádaska – linia kolejowa na Węgrzech. Jest to linia jednotorowa, w całości niezelektryfikowana. Łączy Miszkolc z Tornanádaska. 

## Historia
Linia została otwarta 23 sierpnia 1892 roku.